# Arinna

Mapa hetyckiej Anatolii z przypuszczalnym położeniem najważniejszego z miast Arinna (Alaca Hüyük)

Arinna – nazwa kilku miast istniejących w Anatolii w późnej epoce brązu, znanych ze źródeł hetyckich. Pierwsze z nich wymieniane jest wśród zachodnich krain z którymi walczył na początku XIV w. p.n.e. hetycki król Tudhalija II. Drugie leżało w północnej Anatolii, w pobliżu ziem należących do ludu Kaska, a trzecie najprawdopodobniej w południowej Anatolii. Najważniejszym spośród miast noszących nazwę Arinna było jednak to położone w centrum państwa hetyckiego, będące miejscem kultu bogini słońca, małżonki boga burzy. Było to jedno z najważniejszych centrów religijnych państwa hetyckiego. Król hetycki miał tu swój pałac, w którym zatrzymywał się, gdy odwiedzał to miasto w trakcie swych corocznych religijnych pielgrzymek. W mieście obchodzono szereg religijnych świąt, w tym AN.TAH.SUM, obchodzone wiosną święto „krokusa”. Z tekstów wiadomo, iż Arinna, miasto bogini słońca, leżało w odległości jednego dnia podróży od hetyckiej stolicy Hattusa. Dokładna lokalizacja tego miasta wciąż nie jest potwierdzona - najczęściej próbuje się je identyfikować ze stanowiskiem Alaca Hüyük, leżącym ok. 40 km na północ od Hattusa.